# Вишенки (Глобинский район)
Вишенки (укр. Вишеньки) — село,
Броварковский сельский совет,
Глобинский район,
Полтавская область,
Украина.
Код КОАТУУ — 5320680702. Население по переписи 2001 года составляло 14 человек.
Село указано на трехверстовке Полтавской области. Военно-топографическая карта.1869 года.

## Географическое положение
Село Вишенки находится в 4-х км от левого берега Кременчугского водохранилища (Днепр),
примыкает к сёлам Пелеховщина и Посмашновка.
Рядом проходит автомобильная дорога Н-08.